# Zmrzlý vrch
Zmrzlý vrch (1043 m n.p.m.) – szczyt w Beskidzie Morawsko-Śląskim, na Morawach, w Czechach, ok. 3,5 na południowy wschód od Trojanovic, pomiędzy Nořičí horą a Tanečnicą